# Полесе (Пйотрковський повіт)
Полесе (пол. Polesie) — село в Польщі, у гміні Ґрабиця Пйотрковського повіту Лодзинського воєводства.
Населення — 207 осіб (2011).
У 1975-1998 роках село належало до Пйотрковського воєводства.

## Демографія
Демографічна структура станом на 31 березня 2011 року:
|          | Загалом | Допрацездатний вік | Працездатний вік | Постпрацездатний вік |
| -------- | ------- | ------------------ | ---------------- | -------------------- |
| Чоловіки | 101     | 24                 | 68               | 9                    |
| Жінки    | 106     | 29                 | 60               | 17                   |
| Разом    | 207     | 53                 | 128              | 26                   |